# Antonio Pavón Molina
Marco Antonio Pavón Molina (La Lima; 13 de junio de 1954) es un exfutbolista hondureño que jugó de centrocampista.

## Clubes
| Club                  | País     | Año       |
| --------------------- | -------- | --------- |
| Real España           | Honduras | 1972-1982 |
| Marathón (cesión)     | Honduras | 1980-1981 |
| Independiente Villela | Honduras | 1982-1983 |

## Palmarés

### Títulos nacionales
| Título        | Equipo | País     | Año     |
| ------------- | ------ | -------- | ------- |
| Liga Nacional | España | Honduras | 1974-75 |
| Liga Nacional | España | Honduras | 1975-76 |
| Liga Nacional | España | Honduras | 1976-77 |

### Títulos internacionales
| Título                           | Equipo      | País     | Año  |
| -------------------------------- | ----------- | -------- | ---- |
| Copa Fraternidad Centroamericana | Real España | Honduras | 1981 |